# Fraile Muerto
Fraile Muerto – miasto w Urugwaju, w departamencie Cerro Largo.